# Vrtovi Boboli
Vrtovi Boboli (tal. Giardino di Boboli) je povijesni park grada Firence koji je otvoren za javnost 1766. godine. Izvorno dizajniran za Medicije, predstavlja jedan od prvih i najvažnijih primjera Talijanskog vrta, koji je kasnije poslužio kao inspiracija mnogim europskim dvorovima. Kipovi različitih stilova i razdoblja, antičkih i renesansnih, razasuti su po vrtu. Također ima velike fontane i umjetne špilje, posebno špilju koju je izgradio umjetnik, arhitekt i kipar Bernardo Buontalenti između 1536. i 1608. godine.

## Povijest i izgled
Vrtovi, koii se nalaze neposredno iza palače Pitti, glavnog sjedišta velikih vojvoda Medicija od Toskane u Firenci, jedni su od prvih i najpoznatijih formalnih talijanskih vrtova 16. stoljeća. Vrtni stil iz sredine 16. stoljeća, kakav se ovdje razvio, uključivao je duže aksijalne razvojne projekte, široke šljunčane avenije, znatan "izgrađeni" element kamena, raskošnu upotrebu kipova i fontana te mnoštvo detalja, koordiniranih u poluprivatnim i javnim prostorima koji su bili oblikovani klasičnim naglascima: grote, nimfeumi, vrtni hramovi i slično. Otvorenost vrta, s prostranim pogledom na grad, bila je nekonvencionalna za svoje vrijeme. Vrtovi su bili vrlo raskošni, s obzirom na to da pristup nije bio dopušten nikome izvan uže obitelji Medici, a nije poznato da su se u vrtovima ikada održavale nikakve zabave ili zabave.
Vrtovi Boboli izgrađeni su za Eleonoru Toledsku, suprugu Cosima I. de' Medicija. Naziv bi mogao biti iskvarenica od "Bogoli" ili "Borgoli", moguće ime obitelji koja je prethodno posjedovala zemlju. Niccolò Tribolo je tek bio započeo prvu fazu kada je umro 1550. godine, nakon čega je gradnju nastavio Bartolomeo Ammanati. Giorgio Vasari je doprinio planiranju, a Bernardo Buontalenti skulpturama, kao i raskošnom arhitekturom špilje u dvorištu koje odvaja palaču od vrta.
Vrt nema prirodni izvor vode. Za zalijevanje biljaka izgrađen je kanal kojim se voda iz obližnje rijeke Arno dovodila u složeni sustav navodnjavanja.
Primarna os, usmjerena na stražnju fasadu palače, uzdiže se na brdu Boboli iz dubokog amfiteatra; svojim oblikom podsjeća na polovicu klasičnog hipodroma ili hipodroma. U središtu amfiteatra, prilično patuljast u odnosu na svoj položaj, nalazi se staroegipatski obelisk Boboli donesen iz Ville Medici u Rimu. Ova primarna os završava u fontani Neptuna (poznatoj među nepoštovanim Firentincima kao "Fontana vilice" za Neptunov trozubac); skulptura Neptuna, koju je izradio Stoldo Lorenzi, vidljiva je na horizontu dok se posjetitelj penje uz padinu.
Giulio Parigi je postavio dugu sporednu os, Viottolone ili Ciparsku cestu pod pravim kutom u odnosu na primarnu os. Ova cesta vodila je kroz niz terasa i vodenih elemenata, od kojih je glavni bio kompleks Isolotto, s bosketima s obje strane, a zatim je omogućavala izlaz iz vrtova gotovo kod Porta Romana, koja su bila jedna od glavnih vrata utvrđenog grada. Godine 1617. Parigi je duž ove osi izgradio Vulkanovu špilju (tal. Grotticina di Vulcano).
Vrtovi su prošli kroz nekoliko faza proširenja i restrukturiranja. Prošireni su u 17. stoljeću do sadašnjih 450 000 m². Vrtovi Boboli postali su muzej vrtne skulpture na otvorenom koji uključuje rimske starine kao i djela iz 16. i 17. stoljeća.
U prvoj fazi izgradnje, amfiteatar je iskopan u brdu iza palače. U početku oblikovan podrezanim rubovima i zelenilom, kasnije je formaliziran obnovom u kamenu ukrašenim kipovima temeljenim na rimskim mitovima poput Fontane oceana (koju je izradio Giambologna, kasnije prenesene na drugu lokaciju unutar istog vrta). Izgradnju Male špilje Madama i Velike špilje započeo je Vasari, a dovršili Ammannati i Buontalenti između 1583. i 1593.
Čak i tijekom restauratorskih radova 2015. godine, kipovi Velike špilje još su uvijek bili izloženi; oni su definirajući primjeri manirističke skulpture i arhitekture. Ukrašena iznutra i izvana stalaktitima te izvorno opremljena vodovodom i bujnom vegetacijom, špilja je podijeljena u tri glavna dijela. Prva je bila oslikana freskama kako bi se stvorila iluzija prirodne špilje, utočišta koje pastirima omogućuje zaštitu od divljih životinja; izvorno je u njoj bilo smješteno Michelangelovo djelo Zatočenici (sada zamijenjeno kopijama), kipovi koji su prvo bili namijenjeni grobnici pape Julija II. Druge sobe u Grottu sadrže Giambologninu poznatu Kupajuću Veneru i grupu Pariza i Helene Vincenza de' Rossija iz 18. stoljeća.

## Neptunova fontana
Na padini brda iznad amfiteatra nalazi se dvostruka rampa koja vodi do Neptunove fontane. Njegova glavna značajka je veliki bazen sa središnjim brončanim kipom Neptuna, koji je izradio Stoldo Lorenzi negdje između 1565. i 1568. godine. Fontana je izgrađena istovremeno sa svojom poznatijom pandanom, Ammannatijevom Neptunovom fontanom, koja se nalazi na uglu Palazzo Vecchio na trgu Piazza della Signoria u središtu Firence. Više na obronku nalazi se kip Obilja (Dovizija). Zajedno, čini se da ova djela aludiraju na legendu u kojoj se bogovi Atena i Neptun natječu za ulogu zaštitnika Atene. U toj legendi, Neptun udara tlo svojim trozubom, čineći da iz njega izvire voda.

## Fontana del Bacchino
Fontana del Bacchino je skulpturalno djelo Valerija Ciolija (1529. – 1599.) iz 1560. godine, koje prikazuje kip poznate patuljaste dvorske lude s dvora Cosima I. de' Medicija, velikog vojvode Toskane, Nana Morgantea, oblikovanog po uzoru na Bakha, koji jaše kornjaču. Godine 1572. kip je pretvoren u fontanu.

## Isolotto
Isolotto je otok ovalnog oblika u ribnjaku okruženom drvećem i nalazi se gotovo na kraju alternativne osi Viottolone. U središtu otoka nalazi se Fontana oceana, a u okolnom opkopu nalaze se kipovi Perzeja i Andromede (škola Giambologne). Isolotto su osmislili Giulio i Alfonso Parigi, oko 1618.

## Galerija
- Amfiteatar
- Firenca. Pogled iz vrtova Boboli, Jean-Baptiste-Camille Corot, nakon 1834.
- Paris i Helena Vincenza de' Rossija, u špilji Buontalenti
- Maniristički visoki reljefi u špilji Buontalenti

## Daljnje čitanje
- Attlee, Helena. 2006. Italian Gardens - A Cultural History. Frances Lincoln. London. ISBN 978-0-7112-3392-8
- Gurrieri, F.; J. Chatfield. 1972. Boboli Gardens (Florence)
- Bernardo Buontalenti and the Grotta Grande of Boboli, ed. Sergio Risaliti, Maschietto Editore, Florence, 2012. ISBN 978-88-6394-041-1
- Marco Vichi In the Boboli Garden, art book for children, illustrated by Francesco Chiacchio, photo by Yari Marcelli, transl. Stephen Sartarelli, Maschietto Editore, Florence, 2015. ISBN 978-88-6394-094-7

## Vanjske poveznice
- Službena stranica
- Giardino di Boboli - a Gardens Guide review
- 360 degree virtual tour of Boboli Gardens
- Article about Boboli Gardens
- Florence's Boboli Gardens
- Boboli Gardens by Tuscany official tourism website
- Museums in Florence-Boboli Gardens